# 식도
식도(한자: 食道)는 인두에서 위 사이를 잇는 장기로, 섭취한 음식물이 꿈틀운동(연동운동)의 도움을 받아 지나가는 통로이다. 미국 영어로는 'esophagus', 영국 영어로는 'oesophagus'라고 쓴다. 식도는 섬유근성의 관이며 성인 식도의 길이는 25cm 정도이다. 기관과 심장의 뒤쪽으로 가슴안을 거쳐 가로막을 지나간 뒤에는 배의 가장 위쪽 부분에서 끝난다. 무언가를 삼키는 동안에는 후두덮개가 뒤로 기울어지면서 식도를 덮어 음식이 후두와 허파로 내려가는 것을 막는다. '영어: oesophagus'라는 단어는 고대 그리스어 그리스어: οἰσοφάγος(oisophágos)에서 유래했으며, 이 단어는 그리스어: φέρω(phérō, 운반하다)의 미래형인 그리스어: οἴσω(oísō)와 그리스어: ἔφαγον(éphagon, 먹었다)가 합쳐진 단어이다.
식도의 벽은 내강을 둘러싸고 있으며 점막, 점막밑층(결합조직), 근섬유로 이루어진 두 근육층, 두 근육층 사이의 섬유조직으로 이루어진 층, 결합조직으로 이루어진 바깥층으로 구성되어 있다. 점막은 대략 세 층의 편평상피세포로 이루어진 중층편평상피이며, 이는 위가 한 층의 원주상피로 이루어진 단층원주상피를 가지는 것과 대조적이다. 두 종류의 상피가 바뀌는 구간은 지그재그 모양으로 관찰된다. 식도의 근육은 대부분 평활근이지만 식도의 위쪽 1/3에서는 횡문근이 지배적이다. 한편 식도 벽에는 두 개의 근육성 고리 또는 조임근이 존재하며 하나는 식도 시작 부분에, 다른 하나는 아래쪽에 위치한다. 아래식도조임근은 산성을 띠는 위의 내용물이 역류하는 것을 막는다. 식도에는 많은 혈액이 공급되며 또 정맥을 통해 배출된다. 식도의 평활근에는 교감신경줄기를 통해 교감신경이, 미주신경을 통해 부교감신경이 분포한다. 또한 미주신경을 통해 운반된 아래운동신경세포가 식도의 횡문근을 지배한다.
식도에 영향을 미치는 질환에는 위 식도 역류병, 식도암, 늘어난 혈관으로 인해 출혈이 생길 수 있는 식도정맥류, 파열로 인한 말로리-바이스 증후군, 협착, 운동성 장애 등이 있다. 이러한 질환들은 바이러스의 감염도 있지만 대부분은 뜨거운 음식이나 가시가 그대로 있는 생선을  빨리 목구멍 안으로 집어넣거나 식사른 하고 30분 이내에 누울 경우에 발생할 수 있다. 증상은 주로 무언가를 삼키기 힘들어지는 삼킴장애, 삼킬 때 통증을 느끼는 삼킴통증, 흉통 등의 증상을 일으키거나 아무 증상이 없는 등 다양하다. 임상적 진단법에는 황산 바륨을 삼킨 뒤 시행하는 상부위장관조영술, 내시경을 이용한 촬영술, CT 스캔 등이 있다. 식도는 중요한 장기들 사이에 있고 복장뼈와 척주(脊柱) 바로 사이에 위치하므로 수술적으로 접근하기는 어렵다.

## 구조
식도는 소화계 상부의 기관 중 하나이다. 식도의 위쪽 부분에는 미뢰가 있다. 입 뒤쪽에서 시작한 식도는 가슴세로칸의 뒤쪽(뒤세로칸)을 통해 아래로 지나가 가로막을 통과하고 배로 들어간다. 사람의 식도는 일반적으로 여섯째 목뼈 높이인 기관의 반지연골 뒤에서 시작한다. 그 후 열째 목뼈 높이에서 가로막으로 들어가고 열한째 목뼈 높이인 위의 들문에서 끝난다. 식도의 길이는 보통 약 25cm이다. 이 중 위쪽 약 5cm는 목에, 아래쪽 2 ~ 3cm는 배에, 나머지는 가슴에 위치한다. 지름은 평균 2cm 정도로 막창자꼬리를 제외하면 모든 소화관 중 가장 좁다.
많은 혈관이 식도에 분포하며 식도가 지나는 경로에 따라 혈액 공급이 다양하게 이루어진다. 식도의 위쪽 부분과 위식도조임근은 아래갑상동맥으로부터, 가슴의 식도는 가슴대동맥에서 직접 나온 가지들과 기관지동맥으로부터, 식도의 아래쪽 부분과 아래식도조임근은 왼위동맥이나 왼아래가로막동맥으로부터 혈액을 받는다. 정맥 환류 역시 식도가 지나는 경로에 따라 달라진다. 식도의 위쪽과 중간 부분은 홀정맥과 반홀정맥을 통해, 식도의 아래쪽 부분은 왼위정맥을 통해 혈액이 환류한다. 이 정맥들은 간문맥의 가지인 왼위정맥을 제외하면 모두 위대정맥으로 이어진다. 림프의 경우 식도의 위쪽 1/3은 깊은목림프절로, 중간 부분은 위·뒤세로칸림프절로, 아래쪽 부분은 위림프절과 복강림프절로 유입된다. 이는 앞창자에서 유래한 배 구조물들의 림프 흐름이 모두 복강림프절로 유입되는 것과 유사하다.

### 위치
식도의 위쪽 부분은 뒤세로칸에서 기관의 뒤쪽, 척주세움근과 척주의 앞쪽에 놓여 있다. 식도의 아래쪽 부분은 심장의 뒤에 위치하며 가슴대동맥의 앞쪽에서 기울어진다. 기관갈림부터는 오른허파동맥, 왼주기관지, 좌심방의 뒤쪽으로 지나가다가 가로막을 뚫고 배안으로 들어간다.
몸의 림프를 운반하는 주된 림프관인 가슴림프관은 식도보다 뒤쪽에서 주행하는데, 식도의 아래쪽 부분에서는 식도보다 오른쪽에 위치하다가 휘어서 식도 위쪽 부분에서는 식도보다 왼쪽에 위치한다. 또한 식도는 반홀정맥 일부나 오른쪽 갈비사이정맥보다 앞쪽에 위치한다. 미주신경에서 갈라져 나온 일부 신경이 신경얼기를 형성하며 식도를 덮는다.
식도의 아래식도조임근과 가로막다리는 가로막식도인대를 통해 서로 연결되어 있다. 가로막다리와 아래식도조임근이 가로막식도인대로 인해 단단히 고정되어 있기 때문에 들숨과 날숨 시에는 두 구조가 함께 움직인다. 그러나 식도의 세로근육층이 꿈틀운동으로 인해 수축하거나 아래식도조임근이 일시적으로 이완되면 둘이 나누어질 수 있다.

### 잘록(협착)
식도에는 정상적으로 좁아지는 부분이 세 부분 존재한다. 이러한 부분을 생리적잘록 또는 생리적협착(physiological constriction)이라고 한다. 부식성 물질이나 딱딱한 물건을 삼켰을 때 이 지점들이 손상되기 쉽다. 이러한 잘록들이 생기는 것은 특정 구조들이 식도를 누르고 있기 때문이다. 식도가 정상적으로 좁아지는 부분은 다음과 같다.
- 식도가 시작하는 부분은 식도의 가장 좁은 부분이다. 이 지점은 윗앞니에서 15cm 정도 떨어져 있으며 여섯째 목뼈 높이에서 반지인두근에 의해 좁아진 부분이다. 이 때문에 반지인두근이 위식도조임근 구성에 일부 기여한다고 할 수 있다.
- 두 번째 잘록은 윗앞니에서 22 ~ 23cm 떨어져 있다. 대동맥활과 왼주기관지가 교차하는 지점에서 생기기도 하며, 대동맥활이나 왼기관지 뒤쪽을 지나는 부분에서 둘 중 하나에 의해, 혹은 대동맥활과 왼기관지를 지나는 각각의 지점 모두에서 좁아져 생기기도 한다. 이 지점을 기관지대동맥잘록(bronchoaortic constriction)이라고 한다. 대동맥활에서의 잘록과 왼기관지에서의 잘록을 각각 두 번째와 세 번째 생리적잘록으로 구분하기도 한다.[12]
- 마지막 잘록은 식도가 뒤세로칸에서 가로막을 뚫고 지나가는 식도구멍에서 생긴다. 이곳은 대략 열한째 등뼈 높이이며 윗앞니에서 40cm 정도 떨어져 있다. 가로막 바로 위쪽에서는 식도가 팽대되어 있으나 가로막을 통과할 때는 식도가 좁아지므로 이 부분을 가로막잘록(diaphragmatic constriction)이라고 한다.

### 조임근
식도는 꼭대기와 아래쪽에서 두 개의 근육성 고리로 둘러싸여 있으며, 두 근육성 고리는 각각 위식도조임근(upper esophageal sphincter)과 아래식도조임근(lower esophageal sphincter)이라고 한다. 두 조임근은 음식을 삼키고 있지 않을 때 식도를 닫는 역할을 한다. 위식도조임근은 아래인두수축근의 아래쪽 부분에 의해 형성되는 해부학적 조임근으로, 후두의 반지연골이 앞에 위치하므로 반지인두조임근(cricopharyngeal sphincter)이라고도 부른다. 그러나 아래식도조임근은 해부학적 조임근이 아닌 기능적 구조물으로, 서로 다른 근육들로 이루어진 복잡한 구조이다.
위식도조임근(상부식도괄약근)은 식도의 위쪽 부분을 둘러싸고 있다. 골격근으로 구성되어 있지만 수의적 조절은 받지 않는다. 인두반사가 일어나면 위식도조임근이 열리게 된다. 위식도조임근을 이루는 주된 근육은 아래인두수축근의 반지인두부분이다.
아래식도조임근(하부식도괄약근) 또는 위식도조임근(胃食道조임筋, gastroesophageal sphincter)은 식도와 위 사이의 접합부에서 식도의 아래쪽 부분을 둘러싸고 있다. 위가 식도와 인접한 부분인 들문(cardia)의 이름을 따 들문조임근(분문괄약근, cardiac sphincter) 또는 들문식도조임근(분문식도괄약근, cardioesophageal sphincter)이라고도 한다. 그 길이는 2.5~4.5cm이며 아래식도조임근의 상부는 가로막의 구멍 안에, 하부는 복강의 안에 존재한다. 아래식도조임근의 긴장도는 여러 가지 신경전달물질과 호르몬에 의해 조절된다. 아래식도조임근의 압력을 낮추는 물질에는 일산화 질소(NO), 질산염, 혈관작용성 장 펩타이드(VIP), 니코틴, 베타 작용제, (D2 수용체에 작용하여) 도파민, 콜레시스토키닌(CCK), 세크레틴, 칼시토닌 유전자 관련 펩타이드, 아데노신, 프로스타글란딘 E, 잔텐, IL-1β 등이 있다. 반대로 압력을 높이는 물질에는 M2 수용체와 M3 수용체에 대한 무스카린 작용제, 가스트린, P물질, 알파 작용제, 안지오텐신 II, 프로스타글란딘 F2α, 모틸린, 갈라닌, 봄베신 등이 있다. 아래식도조임근의 기능 이상은 위 식도 역류를 일으켜 속을 쓰리게 만들고 역류가 자주 일어나면 식도 점막이 손상되며 위 식도 역류병으로 이어질 수 있다.

### 신경 분포
식도에 분포하는 신경은 미주신경, 그리고 목과 가슴의 교감신경줄기이다. 미주신경은 부교감신경 성분을 운반하여 식도의 근육에 분포하며 샘의 수축을 자극한다. 이때 두 종류의 신경섬유가 미주신경을 통해 주행하며 식도에 분포한다. 식도 위쪽의 횡문근과 위식도조임근은 의문핵에 세포체가 위치한 신경들의 지배를 받으며, 반면 식도의 평활근이나 아래식도조임근에는 미주신경 등쪽핵에 세포체가 위치한 신경들의 지배를 받는다. 미주신경은 꿈틀운동을 시작하는 데에 주된 역할을 한다. 교감신경줄기는 교감신경 성분을 포함하고 있으며, 꿈틀운동이나 샘 활동을 증진시키거나 조임근 수축을 유발하여 미주신경의 기능을 강화할 수 있다. 또한 교감신경이 활성화되면 근육 벽을 이완시키고 혈관수축을 일으킨다. 식도의 감각은 미주신경과 교감신경줄기가 모두 전달하는데, 이때 모든 감각은 미주신경을 통해, 통증은 교감신경줄기를 통해 운반된다. 아래식도조임근으로부터의 감각을 전달하는 구심성 미주신경은 후뇌의 고립로핵으로 간다. 너무 뜨겁거나 차가운 음식을 삼켰을 때의 온도 감각, 혹은 너무 많은 양의 음식을 삼켜 느껴지는 통증이 신경을 통해 전달된다.

### 위식도접합부
위식도접합부(위식도이음부, gastro-esophageal junction) 또는 식도위접합부(식도위이음부, esophagogastric junction)는 식도 아래쪽 끝에서 식도와 위 사이에 존재하는 접합부이다. 식도 점막의 색이 분홍색인 것과 대조적으로 위 점막의 색은 진한 빨간색이며, 두 점막 간에 이행되는 부분은 불규칙한 지그재그 모양 선으로 관찰되어 종종 z선(z-line)이라고도 한다. 조직학적 검사를 통해 식도의 중층편평상피가 갑자기 위의 단층원주상피로 이행되는 것을 알 수 있다. 보통 위의 들문은 z선 바로 먼쪽에 위치하며 z선은 들문의 위점막주름 위쪽 경계와 일치한다. 점막의 해부학이 바렛 식도로 인해 변형될 경우 실제 위식도접합부는 점막의 이행보다는 위점막주름 위쪽 경계를 통해 확인한다. 아래식도조임근의 기능적 위치는 일반적으로 z선보다 3cm 정도 아래쪽이다.

### 미세구조
사람의 식도는 케라틴이 없는 거친 중층편평상피, 매끈한 고유판, 점막근육으로 이루어져 있다. 식도 상피는 음식물이 가하는 물리적 충격으로부터 식도를 보호하는 기능을 하며, 비교적 짧은 교체주기를 가진다. 이에 반해 많은 동물종의 식도 상피에는 케라틴층이 있는데, 이는 동물들의 주식이 사람의 주식에 비해 거칠기 때문이다.
식도에는 두 종류의 샘이 있는데 첫째는 점막밑층에서 점액을 분비하는 식도샘이고, 둘째는 위의 들문샘과 비슷한 식도들문샘(esophageal cardiac glands)이다. 식도들문샘은 고유판에 위치하며 식도의 끝부분에 가장 많다. 샘에서 나온 점액은 식도를 둘러싸는 세포를 보호하는 데에 효과적이다. 한편 점막밑층은 창자신경계의 일부인 점막밑신경얼기를 포함하고 있다.
식도의 근육층은 두 종류의 근육으로 이루어져 있다. 식도의 위쪽 1/3은 횡문근으로, 아래쪽 1/3은 평활근으로, 중간 1/3은 두 근육 모두가 섞여 이루어져 있다. 근육의 배열은 두 층으로 되어 있는데, 하나는 식도에 대하여 근섬유가 세로로 주행하는 층이며 다른 하나는 근섬유가 식도를 둘러싸고 있는 층이다. 두 층은 점액 분비와 식도 평활근의 꿈틀운동에 관여하는 신경섬유 네트워크인 근육층신경얼기에 의해 나누어져 있다. 대부분의 식도에서 가장 바깥쪽 층은 바깥막이고, 식도의 배안부분만 장막으로 둘러싸여 있다. 이는 다른 위장관계의 구조물들이 장막만 가지고 있다는 것과 구별된다.

## 발생
식도는 초기 배아발생 단계에 내배엽성의 원시창자관(primitive gut tube)에서 발생한다. 배아의 배쪽 부분은 난황낭을 마주하고 있다. 배아발생 2주에서는 배아가 성장하면서 난황낭 일부를 둘러싸기 시작한다. 이렇게 둘러싸인 부분은 성인 위장관계의 기초를 형성한다. 난황낭은 난황동맥들에 의해 싸여 있다. 난황동맥은 시간이 지나면 서로 합쳐지면서 위장관계에 혈액을 공급하는 주요 동맥들인 복강동맥, 위창자간막동맥, 아래창자간막동맥이 된다. 각각의 동맥들에게 혈액을 받는 영역은 순서대로 앞창자, 중간창자, 뒤창자에서 발생한 영역에 해당한다.
배아에 의해 둘러싸인 난황낭은 원시창자가 되고 식도, 위, 창자 같은 위장관계의 기관들로 분화한다. 이때 식도는 앞창자관(foregut tube)의 일부에서 발달한다. 식도에 분포하는 신경들은 인두굽이에서 발생한다.
식도로의 분화가 일어난 후에도 여러 주목할 만한 변화가 일어나는데, 발생 6주경에는 돌림근육층과 세로근육층이 형성되기 시작하며 근육층신경얼기의 신경절 세포가 처음 나타난다. 발생 7주경에는 중배엽에서 기원한 세포들이 점막밑층으로 증식하여 식도로 가는 혈액 공급을 최종적으로 완성한다. 발생 9주에는 발생 6주에 시작되었던 근육층 발달이 끝난다.

## 기능

### 삼키기
음식은 입을 통해 들어오며 음식물 씹기가 끝나면 혀가 강하게 밀려 올라가 구강내압이 높아지고, 음식물 덩어리는 가장 먼저 인두로 밀려 들어간다. 이어서 몇 개의 입천장근육이 수축하여 목젖이 올라가며 코안으로 통하는 통로를 폐쇄한다. 그 후 아래턱뼈, 목뿔뼈, 인두 연골과 붙어 있는 많은 근육이 수축해 인두가 후두덮개로 강하게 밀려 올라가 기도로 가는 통로를 폐쇄한다. 이와 같은 수축 활동의 결과 인두 안에 가벼운 음압이 생겨 음식물을 끌어당기고, 식도 입구로 밀어준다. 동시에 인두수축근이 수축하여 인두 안의 음식물 덩어리를 식도 속으로 통과시킨다. 이때의 압력은 약 200mmHg이며 이 단계까지 약 0.4초가 걸린다. 식도에 들어간 음식물은 물 또는 물에 가까운 유동물인 경우는 약 1초 정도 걸려 단숨에 식도 하단에 도달하며, 여기에서 잠깐 정지한 뒤 위로 들어간다. 고형물이나 유동성이 낮은 음식물은 식도 상단에서 하단까지 식도벽 근육의 꿈틀운동에 의해 운반되는 데에 5초 정도가 걸린다. 식도는 따라서 소화계와 위장관계의 첫 번째 구성 요소 중 하나이다.
음식을 삼켰을 때는 후두덮개가 뒤로 움직여 후두를 덮고, 이를 통해 음식이 기관으로 들어가는 것을 막는다. 동시에 위식도조임근은 이완되어 음식 덩어리가 들어올 수 있게 한다. 꿈틀운동으로 인해 식도 근육이 수축하면 음식을 식도 아래쪽으로 밀어내게 된다. 이런 율동적인 수축은 입에 음식이 들어왔을 때 일어나는 반사와, 음식이 들어왔을 때 식도 자체적으로 감지하는 감각에 대한 반응으로 인해 발생한다. 한편 꿈틀운동과 함께 아래식도조임근은 이완된다.

### 위산 역류 억제
위에서는 염산(HCl)과 염화 칼륨, 염화 나트륨 등으로 이루어져 있어 강산성을 띄는 혼합물인 위산을 만든다. 위산은 음식이 소화되게 한다. 위식도조임근과 아래식도조임근의 수축은 위의 내용물과 위산이 식도로 역류하는 것을 막고, 식도 점막을 보호하는 데에 도움을 준다. 예각을 이루고 있는 히스각과 가로막다리는 이러한 조임근의 기능을 돕는다.

## 유전자와 단백질 발현
사람의 세포에서는 단백질 암호화 유전자가 약 20,000개 발현되며 이 중 70% 가까이가 정상 식도에서 발현된다. 그중에서도 250개 유전자는 식도에서 더 특이적으로 발현되며 50개보다 적은 수의 유전자가 매우 특이적이다. 식도에 특이적인 단백질은 주로 편평상피로의 분화에 관여하며 케라틴인 KRT13, KRT4, KRT6C 등이 여기 해당한다. 또 다른 특이적인 단백질에는 식도 속면을 미끄럽게 만드는 것을 돕는 뮤신인 MUC21, MUC22 등이 있다. 식도에서 발현이 증가해 있는 많은 유전자가 피부나 다른 편평상피를 가지는 기관들에서도 발현된다.

## 관련 질환
식도에 영향을 미치는 주된 질환들이 여기 설명되어 있으며, 그 목록은 식도 질환 문서에 서술되어 있다.

### 염증
식도의 염증은 식도염이라고 한다. 위에서 역류한 위산, 감염, 부식성 물질과 같은 물질을 삼킨 경우, 비스포스포네이트 같은 일부 약물, 음식 알레르기 등이 식도염의 원인이 될 수 있다. 식도 칸디다증은 칸디다 알비칸스(Candida albicans) 감염으로 인한 질환으로 면역결핍 상태인 사람이 걸릴 수 있다. 2021년 기준으로 호산구성 식도염과 같은 일부 형태의 식도염은 아직 잘 특징지어지지 않았지만 Th2 매개 아토피나 유전적 요인이 관련되어 있다고 추정된다. 호산구성 식도염, 천식(천식 자체가 호산구성 요소를 가짐), 습진, 알레르기성 비염 간에는 상관관계가 나타난다. 그러나 이러한 다른 질환들이 호산구성 식도염 발병에 기여하는지, 그 반대인지, 아니면 공통된 기저 요인에 의한 증상들인지는 불명확하다. 식도염으로 인해 삼킬 때 통증(삼킴통증)을 느낄 수 있으며 보통 식도염의 원인을 관리하는 방식으로 치료한다. 가령 위산 역류를 관리하거나 감염을 치료하는 것이 그 예시이다.

### 바렛 식도
특히 위산 역류로 인한 식도염이 지속되는 경우 바렛 식도 발병에 영향을 미치는 한 요인으로 여겨진다. 이러한 상황에서는 식도 하부에 화생이 발생하여 중층편평상피가 단층원주상피로 변하게 된다. 바렛 식도는 식도암 발병의 주된 기여 요인으로 생각되는데, 식도의 샘암종으로 이행할 가능성이 높기 때문에 전암질환으로 간주된다.

### 암

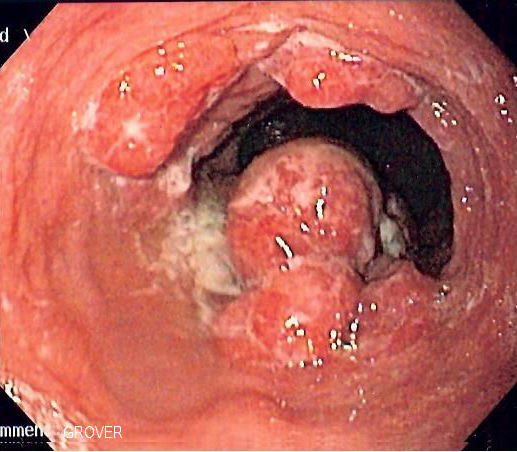
위식도접합부 부근에서 발견된 식도의 샘암종

식도암에는 두 개의 주된 종류가 있다. 편평상피암종은 식도를 둘러싸고 있는 편평상피세포에서 발생하는 암종이다. 중국과 이란에서 더 흔하게 발생하는 종류의 암이다. 다른 종류는 샘암종으로 식도의 샘 조직이나 원주상피에서 발생한다. 이 유형의 암종은 바렛 식도와 함께 개발도상국에서 더 빈발한다.
초기 식도암은 아무 증상도 보이지 않을 수 있다. 심각한 경우 식도암은 최종적으로 식도를 폐쇄시켜 고형 음식을 삼키는 것을 매우 어렵게 만들고 체중감소까지 이어질 수 있다. 암의 병기는 TNM 분류를 통해 암이 얼마나 식도 벽을 침범했는지, 얼마나 많은 림프절이 영향을 받았는지, 몸의 다른 부분으로 전이했는지를 따져서 정해진다. 방사선치료, 화학요법, 수술을 통한 부분적인 절제를 통해 식도암을 관리할 수 있다. 식도로 식도스텐트나 코위관을 삽입하여 환자가 음식과 물을 충분히 섭취할 수 있도록 할 수도 있다. 2011년에서 2017년 사이에 식도암 진단을 받은 환자들의 5년 생존율은 평균 20%였다. 일반적으로 샘암종이 편평상피암종보다 전반적인 예후가 약간 더 좋다.

### 식도정맥류

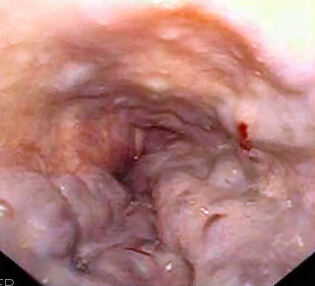
식도정맥류의 내시경 사진

식도정맥류는 식도 아래쪽 1/3에서 홀정맥의 가지들이 부어오르고 꼬이는 질환이다. 이 혈관들은 문맥고혈압이 발병하면 간문맥의 가지들과 문합하게 된다. 이때 혈관들은 정상보다 부어오르면서 최악의 경우 식도를 부분적으로 막게 된다. 문맥고혈압은 간경화증과 같은 간질환에 의해 발생하는데, 문맥고혈압이 생기면 배의 혈액을 다시 들이기 위해 곁순환이 생기게 된다. 혈관이 부어오르는 것은 이런 곁순환 형성의 일부이다.:941–42 곁순환이 생기는 것은 식도 아래쪽 부분의 혈액은 간문맥의 가지인 왼위정맥으로 나가기 때문이다. 문맥고혈압이 발생하면 왼위정맥에서의 혈액 이동 방향이 반대가 되면서 간문맥계의 혈액이 정맥얼기를 통해 나가게 된다. 정맥얼기의 정맥들은 이로 인해 붓고 정맥류가 발생한다.
식도정맥류는 파열되기 전까지는 아무 증상이 없는 경우가 자주 있다. 파열된 정맥류는 대량의 출혈을 일으킬 수 있기 때문에 응급 상황으로 간주된다. 출혈이 일어난 정맥류는 토혈이나 쇼크를 유발할 수 있다. 파열된 정맥류에 대응하기 위해서는 출혈이 생긴 혈관 주변을 묶거나 출혈 부위에 소량의 응고제를 투여할 수 있다. 또한 외과의는 상처를 막기 위해 작은 부풀릴 수 있는 풍선을 이용하여 압력을 가할 수도 있다. 너무 많은 혈액을 잃어 저혈량증이 생기는 것을 막기 위해 IV 수액이나 혈액제제를 사용하기도 한다.

### 운동성 장애
식도로 내려가는 음식의 이동에 영향을 미치는 장애들도 있다. 이로 인해 음식을 삼키기 어려워지거나(삼킴장애), 삼킬 때 통증(삼킴통증)을 느낄 수 있다. 식도이완불능증은 아래식도조임근이 제대로 이완되지 못하는 질환으로 보통 나이가 든 후로 발달한다. 이로 인해 식도가 계속 비대해지면서 결국 거대식도증까지 발생할 수 있다. 호두까기식도는 무언가를 삼키면 극도의 통증을 느끼는 질환으로, 꿈틀운동 시 식도 평활근 수축의 강도가 정상보다 강해지면서 발생한다. 광범위식도연축은 식도에 발생하는 연축으로 흉통의 한 원인이다. 가슴벽 위쪽에서의 이러한 연관통은 식도질환에서 꽤 흔하다. 전신피부경화증이나 CREST 증후군 등에서 나타나는 식도의 경화는 식도 벽을 딱딱하게 하여 꿈틀운동을 방해할 수 있다.

### 기형

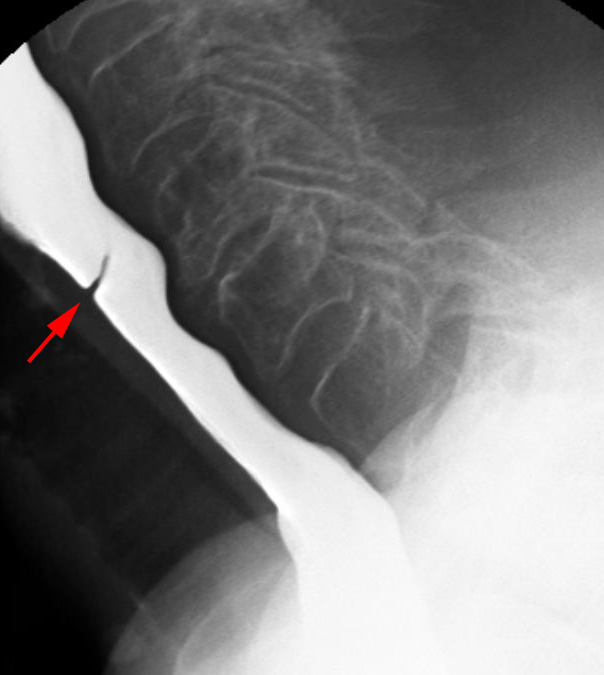
바륨삼킴검사를 통해 관찰한 식도막의 소견

식도협착은 보통 양성이며 일반적으로 수 년 간 위 식도 역류병을 앓은 뒤에 발생한다. 다른 협착이 나타나는 질환은 (선천성으로도 나타나는) 식도막, 방사선치료로 인한 식도의 손상, 호산구성 식도염 등이 있다. 샤츠키고리는 위식도접합부의 섬유화이다. 만성 빈혈이나 플러머-빈슨 증후군에서도 식도의 협착이 발생할 수 있다.

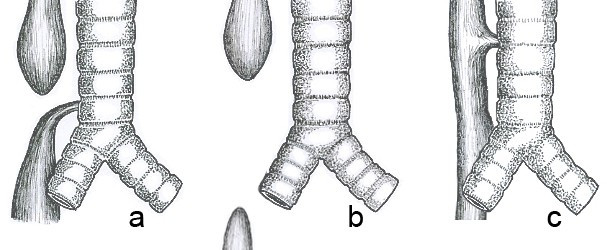
식도폐쇄증의 흔한 유형들을 나타낸 그림
a) 먼쪽의 기관식도샛길을 동반하는 식도폐쇄증 (86%), Gross C형.
b) 기관식도샛길 없이 식도폐쇄증만 발생한 경우 (7%), Gross A형.
c) H 모양의 기관식도샛길 (4%), Gross E형.

식도에 발생하는 가장 흔한 선천성 기형에는 식도폐쇄증과 기관식도샛길이 있다. 식도폐쇄증은 식도가 위로 이어지지 않고 끝나는 질환이고, 기관식도샛길은 기관과 식도 사이에 비정상적인 연결 통로가 생기는 질환이다. 두 기형은 보통 함께 나타나며 출생아 3500명당 1명 꼴로 발병한다. 이 중 절반 정도는 (특히 심장이나 팔다리의) 다른 기형이 함께 존재하는 경우 증후군의 일부 증상으로 나타날 수 있다. 나머지 경우에서는 식도 기형만 단일로 나타난다.

## 관련 진단법

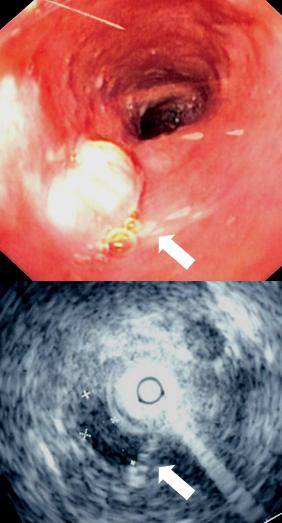
내시경과 초음파 검사에서 발견된 식도의 종괴.

식도의 크기와 모양, 종괴의 존재 유무를 밝히기 위해 바륨을 이용한 X선 검사를 시행할 수 있다. 또한 식도로 내시경을 넣어 영상을 얻기도 한다. 위내시경을 시행할 때는 카메라가 식도를 지나가야 한다. 식도, 위, 샘창자까지의 상부 위장관을 내시경을 이용하여 진단하는 기법을 상부위장관내시경이라고 한다. 내시경을 시행하는 동안에 식도 점막 생검을 할 수도 있다. 식도암을 진단할 때에는 CT 스캔 등의 다른 방법도 이용할 수 있다.
식도 통과 영상 검사(esophageal scan)는 방사성 의약품(99mTc-DTPA)이 포함된 음식을 섭취한 뒤 30분가량 촬영을 시행하는 검사이다. 식도의 운동 기능을 평가하여 운동 이상증을 진단하거나 치료 효과를 평가하기 위해 이용된다. 스캔 검사는 위 식도 역류병을 비침습적으로 5분 내외의 시간만으로 빠르게, 높은 민감도로 진단할 수 있는 방법이기도 하다.
스캔 검사 외에 24시간 식도 산도 검사, 다채널 관강내 임피던스 검사(multichannel intraluminal impedance, MII), 초음파 검사 등도 위 식도 역류병의 진단에 널리 인정 받는 검사법이다. MII 검사는 식도의 기능과 위 식도 역류를 평가하기 위한 진단법으로, 식도 내강에 덩어리가 존재할 때 그로 인해 두 개의 금속 전극 간 전류에 대한 저항이 변하는 것을 이용한다. MII 검사는 입의 반대쪽에서 올라오는 흐름이 발생하여 두 개 이상의 전극을 지나가면 위 식도 역류를 발견할 수 있으며, 역류한 물질의 조성이 기체인지, 액체인지, 둘이 혼합되어 있는지 알아내는 것도 가능하다. 식도 산도 검사와 MII를 함께 이용(combined MII and pH, MII-pH)하면 역류한 물질의 보다 자세한 정보, 가령 구성 성분이나 pH를 모두 알 수 있다. 따라서 두 검사를 이용하여 pH와 관계없이, 산성 물질의 역류와 산성이 아닌 물질의 역류를 모두 탐지할 수 있다.
엔도플립(functional lumen imaging probe, FLIP, EndoFLIP)은 고해상도의 임피던스 면적측정을 이용하는 검사법으로, 임피던스를 측정하기 위한 전극이 달린 풍선과 카테터를 쓴다. 엔도플립을 통해 식도의 압력 변화, 직경, 부피 등을 알아내 식도 내강의 삼차원 영상을 얻을 수 있다. 또한 내강의 단면적과 압력을 측정한 것을 바탕으로 식도의 팽창능을 측정하면 식도 벽의 긴장도나 위식도접합부의 운동에 대해 알아낼 수 있다. 엔도플립의 적응증은 시간이 지날수록 확장되고 있으며, 삼킴장애는 명백한 엔도플립의 적응증 중 하나이다. 식도이완불능증에서 이완 압력이 정상이거나 오히려 낮은 경우에 엔도플립이 효과적이라고 알려져 있다.

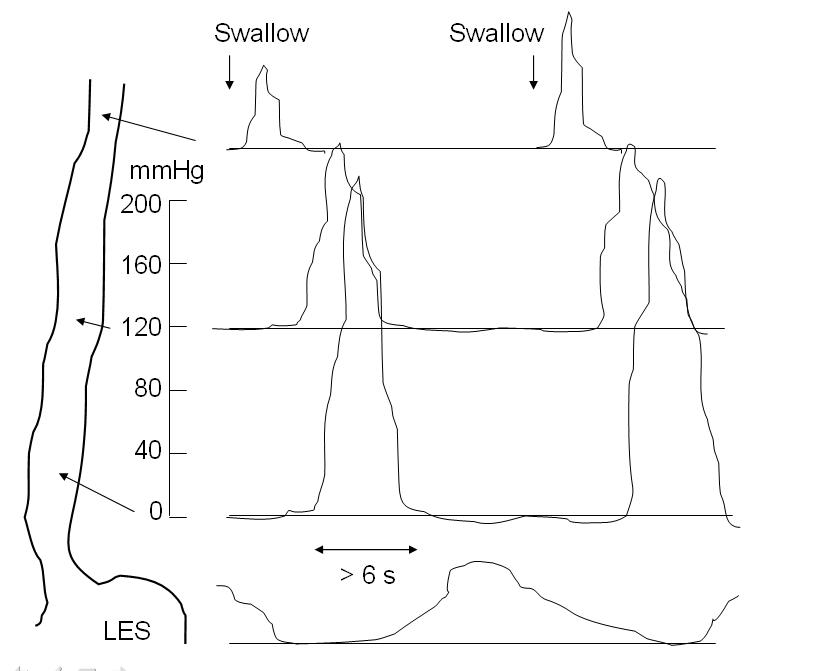
호두까기식도 환자의 식도내압검사. 호두까기식도에서는 180mmHg를 넘는 높은 꿈틀운동의 압력과 6초를 넘는 긴 시간의 수축파가 나타난다.

식도내압검사는 위식도조임근, 식도의 몸통, 아래식도조임근의 운동 기능을 평가하기 위해 시행하는 검사이다. 검사를 하기 위해 압력을 감지할 수 있는 관을 코를 통해 집어넣어 식도를 지나 위까지 집어 넣는다. 그 후 위까지 집어 넣은 관을 식도로 천천히 빼내면서 침을 삼키게 하고, 이때 관의 여러 부분에서 식도의 압력을 측정한다. 이를 통해 식도이완불능증, 광범위식도연축, GERD, 호두까기식도 등을 진단할 수 있다. 고해상도 내압 검사 시행 시 약간의 액체나 점액성 액체, 음식 등을 수 차례 삼키게 하여 식도 몸통의 수축할 수 있는 여력을 평가하는 스트레스 유발 검사(provocation test)는 진단율을 높이는 데에 도움이 된다고 보고된 바 있다.

## 역사
영어로 식도를 의미하는 'Esophagus'(영국 영어로는 'oesophagus')는 마찬가지로 식도를 뜻하는 그리스어 단어 οἰσοφάγος (oisophagos)에서 왔다. 이 단어는 '운반하다'라는 뜻의 'eosin'과 '먹다'라는 뜻의 'phagos'라는 두 어근에서 유래했다. 'Oesophagus'라는 단어가 해부학 문헌에 기록된 것은 적어도 히포크라테스 시대까지 거슬러 올라간다. 히포크라테스는 "식도(oesophagus)는... 우리가 먹는 것 중 많은 양을 받는다"라고 언급했다. 로마의 박물학자 가이우스 플리니우스 세쿤두스(AD 23/23 ~ 79)는 다른 동물들에도 식도가 존재하며 식도가 위와 연관되어 있다는 것을 기록했다. 또한 식도의 꿈틀운동은 적어도 갈레노스 시대부터 기록되었다. 이후 1543년 안드레아스 베살리우스는 "De Humani Corporis Fabrica"에서 최초로 소화계, 특히 상부 위장관의 해부학에 대해 상세히 기술하였다.
중국에서는 목구멍이 음식물이 지나다니는 통로인 인(咽)과 공기가 지나다니는 통로인 후(喉)로 구성되어 있다고 보았다. 이 때 인은 입이나 위와 별개의 기관으로 구분하여 인식하였다. 조선에서도 이와 같은 방식의 분류방법을 사용했다. 《동의보감》 역시 식도를 인, 기도를 후로 구분하여 표기하였다.
식도의 수술은 1871년 테오도어 빌로트가 개를 대상으로 처음 수행하였다. 1877년에는 빈센츠 체르니가 사람을 대상으로 수술을 진행했다. 1908년에는 뵈클레르(Voeckler)가 배를 통해 들문의 종양으로 접근하여 식도위절제술(esophagogastrectomy)을 시행했다. 가슴을 통한 식도절제술을 처음으로 성공한 것은 1913년 레녹스힐 병원의 프란츠 토렉(Franz Torek)이었다. 해당 환자는 식도암을 앓고 있었는데, 수술 이후 13년 더 생존했다. 1946년에는 아이버 루이스(Ivor Lewis)가 배와 오른쪽 가슴으로 동시에 접근하여 오른쪽 가슴에 위치한 홀정맥 높이 근처의 병변을 절제하는 새로운 수술을 진행했다. 21세기 들어서는 환자의 수술 이후 삶의 질을 높이기 위한 최소 침습 식도절제술(minimally invasive esophagectomy, MIE)이 발달하기 시작했다.
아래식도조임근 주변을 위로 감싸서 조임근 기능을 향상시키고 위산 역류를 조절하는 니센 위바닥주름술은 1955년 루돌프 니센이 처음 수행했다.

## 다른 동물들에서

### 척추동물
네발동물은 어류보다 인두가 훨씬 짧고 그에 따라 식도는 더 길다. 대부분의 척추동물에서 식도는 단순히 연결을 위한 관 구조지만 일부 조류에서는 새끼들에게 먹이를 주기 위해 음식물을 되새김질하는 역할을 한다. 이러한 조류들의 식도 아래쪽 끝에서는 모이주머니가 형성되어 진위(true stomach)로 들어가기 전에 음식물을 보관한다. 네 개의 위를 가진 반추동물의 경우 식도에서 종종 그물고랑(sulcus reticuli)이라는 고랑이 발견된다. 그물고랑은 주름위로 젖이 곧바로 들어갈 수 있도록 한다. 말의 식도는 대략 1.2 ~ 1.5m로 음식을 위로 전달하는 역할을 한다. 들문조임근(cardiac sphincter)이라는 근육성 고리가 위를 식도와 연결한다. 이 조임근은 말에서 매우 잘 발달되어 있다. 들문조임근, 그리고 식도가 위와 비스듬히 연결되어 있다는 점을 통해 말이 구토를 할 수 없는 이유를 설명할 수 있다. 한편 음식이나 이물질로 인해 말의 식도가 막히는 상태를 초크라고 한다.
뱀의 위장관계는 조류나 포유류, 다른 파충류와 비교해도 확실히 구별된다. 뱀의 식도는 그 길이가 길어 몸 전체 길이의 절반에 이를 정도이며, 다른 파충류의 식도에 비해 내강의 주름이 많다. 뱀은 먹잇감을 삼킬 때 식도를 팽창시키는데, 식도의 주름은 큰 먹잇감을 통째로 삼킬 수 있게 해준다.
대부분의 어류에서 식도는 매우 짧은데, 이는 주로 아가미와 관련되어 있는 인두가 길기 때문이다. 그러나 칠성장어목, 은상어목, 폐어류 등 일부 어류는 진위가 없으므로 식도가 인두에서 창자로 직행하여 긴 식도를 가진다. 경골어류의 식도에서는 수동적·능동적으로 삼킨 바닷물의 Na+와 Cl−, 즉 염분을 제거하여 물의 삼투압농도를 낮추면서 창자에서 물이 흡수되기 쉽게 만든다.
많은 척추동물들의 식도에는 샘이 없으며 중층편평상피로 둘러싸여 있다. 어류의 식도는 종종 원주상피로 둘러싸여 있으며 양서류, 상어, 가오리 등의 식도 상피는 섬모를 가지고 있어 음식을 씻어내고 근육의 꿈틀운동에 도움을 준다. 한편 토끼박쥐(Plecotus auritus), 어류, 일부 양서류에서는 식도의 샘이 펩시노겐이나 염산을 분비하는 것이 관찰되기도 한다.
많은 포유류의 식도 근육은 처음에는 횡문근이다가 꼬리쪽 1/3쯤에서 평활근이 된다. 그러나 개과나 반추동물의 경우 식도 근육 전체가 평활근이다. 이를 통해 (개의 경우) 새끼에게 먹이를 주거나 (반추동물의 경우) 먹이를 소화시키기 위해 되새김질을 할 수 있게 된다. 반면 양서류, 파충류, 조류의 식도 근육은 모두 평활근이다.
일반적인 생각과 달리 성인의 몸은 직경이 10cm 이하인 고래의 식도를 통과할 수 없다. 수염고래와 같은 더 큰 고래의 식도가 완전히 팽창하면 직경이 25cm에 이를 수 있다.

### 무척추동물
구강과 위를 연결하는 같은 이름의 구조물이 연체동물이나 절지동물 등의 무척추동물에서도 종종 발견된다. 달팽이나 민달팽이의 소화계에서 입은 식도를 통해 위로 연결된다. 유생 발달 동안 몸체가 몸통이 회전(비틀림, torsion)하면서 식도는 보통 위 주변을 지나 위의 뒤쪽으로 열리게 되는데, 이는 입에서 가장 먼 지점이다. 그러나 비틀림이 풀리는 과정(detorsion)을 겪는 종들의 경우 식도가 위의 앞쪽으로 열려 일반적인 복족류에서의 배열과 반대로 배열되기도 한다. 모든 육식성 달팽이와 민달팽이의 식도 앞에는 큰 이마뿔이 존재한다. 민물에 사는 달팽이 종인 Tarebia granifera는 식도 위에 알 주머니를 가지고 있다.
두족류의 경우 종종 뇌가 식도를 둘러싸고 있는 경우가 있다.

## 추가 이미지

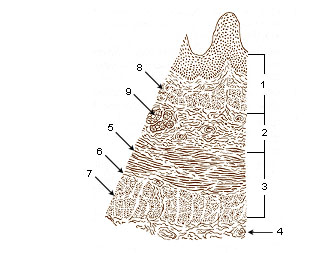
식도의 층
담관의 위치가 나와 있는 소화계
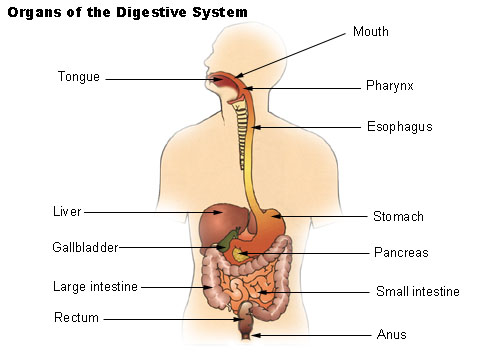
소화계의 기관들
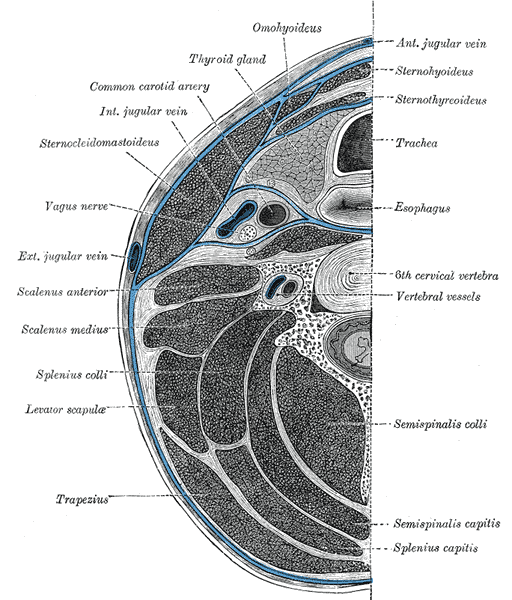
식도, 근육, 뼈 등이 나타난 사람 목의 가로 단면
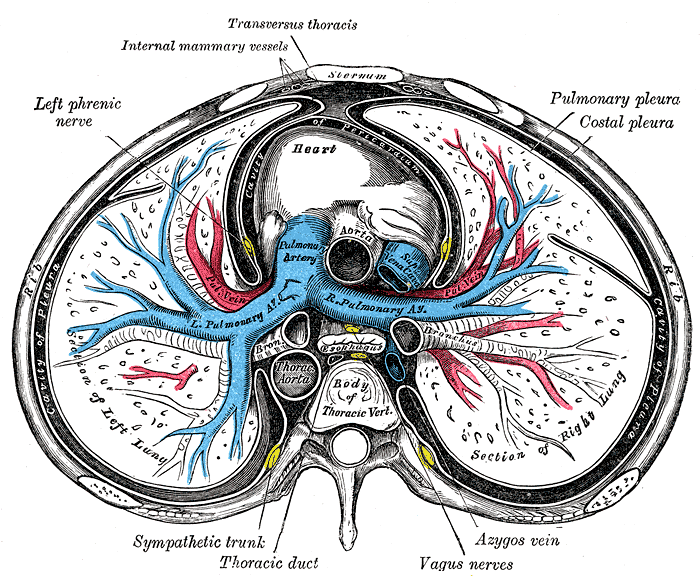
가슴의 가로 단면
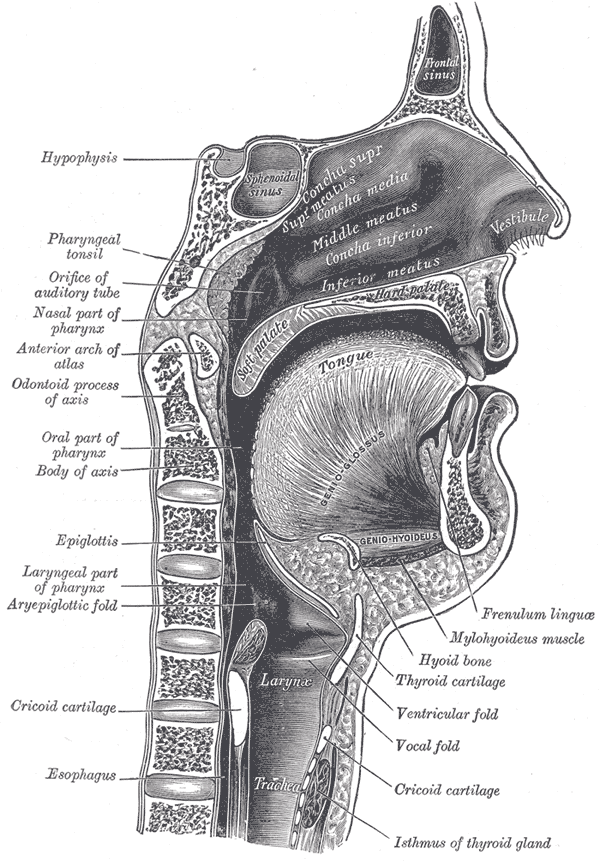
코, 입, 인두, 후두의 시상단면
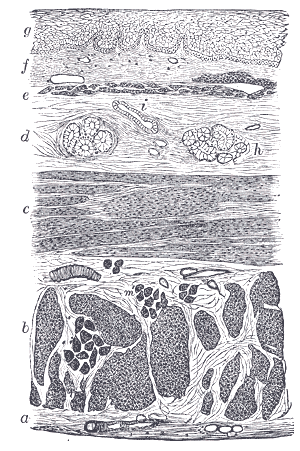
식도 가운데 부분의 가로 단면